# Bastardi (seriál)
Bastardi jsou český dramatický televizní seriál, premiérově vysílaný v roce 2014 na TV Barrandov, kdy vzniklo 20 dílů. Jedná se o seriálový sestřih filmové trilogie Bastardi (2010), Bastardi 2 (2011) a Bastardi 3 (2012), který byl doplněn o nepoužité scény k těmto snímkům a o nové dotáčky, jež byly provedeny v létě 2014.

## Příběh
Tomáš Majer, mladý učitel na základní škole, který se snažil vypátrat vrahy své sestry, rovněž učitelky, je odsouzen za vraždu tří žáků na doživotí. Po nástupu do věznice za ním zamíří starostka Brennerová, která chce využít svého otce – právníka a proces obnovit.

## Obsazení
- Kateřina Brožová jako starostka Brennerová
- Tomáš Magnusek jako Tomáš Majer
- Zdeněk Podhůrský
- Vítězslav Jandák
- Jana Švandová
- Marek Dobeš
- Jan Beer
- Ladislav Goral